# Antipodean Resistance
Antipodean Resistence (AR) es un grupo neonazi australiano. El grupo, formado en octubre de 2016, ha sido descrito como "alt-right", y utiliza el eslogan "somos los Hitler que han estado esperando", además de símbolos nazis como la esvástica o el saludo fascista. Su logotipo contiene el sol negro y la Totenkopf (del alemán para "cabeza de muerto") con un sombrero akubra, una corona triunfal y una esvástica.
Antipodean Resistence promueve e incita al odio y la violencia, como es visto en algunos de sus carteles antisemitas y homofóbicos, con imágenes gráficas de disparos en la cabeza a judíos y homosexuales. Uno de los tantos carteles invitaba a "legalizar la ejecución a judíos".

## Historia
El grupo fue formado en el ahora inactivo sitio web Iron March, que tenía una inclinación a favor de la derecha alternativa y que se describía a sí misma como una red social fascista. Sus miembros han formado grupos como la Atomwaffen Division.
AR ha captado la atención del público por su vandalismo en las ciudades más grandes de Australia. En 2017 colocó pósteres en algunas escuelas de Melbourne cuyas poblaciones estudiantiles pertenecían a grupos étnicos minoritarios, tales imágenes tenían insultos raciales como "abo", "nigger" o "chink", además del mensaje "Keep Australia white" ("mantengamos blanca a Australia"). Los mensajes fueron descritos como "viles y repugnantes" por el ministro de educación James Merlino.
AR llamó la atención internacional por una campaña de carteles en chino en las universidades, los carteles pedían la deportación del alumnado chino.
Durante el plebiscito para legalizar el matrimonio igualitario en Australia, Antipodean Resistence colocó propaganda homofóbica en iglesias, universidades y lugares públicos. Tal propaganda mantenía una relación entre la homosexualidad y la pedofilia.
En diciembre de 2017 colocó pancartas en Chippendale, Sydney, que llamaban a realizar una "revolución blanca".
Durante abril del 2018 se vieron sus pancartas en Camberra.
En junio del mismo año sus miembros colocaron pósteres en la Chapel Street, Malbourne, burlándose del Gay Pride y llamando a los homosexuales "una enfermedad caminante" ("a walking disease").
El dos de noviembre de 2018, NSW Nationals le prohibió a sus miembros formar parte de un número específico de organizaciones, entre ellas Antipodean Resistence.

## Afiliación
La afiliación de AR es muy pequeña. El grupo está abierto sólo para personas blancas, heterosexuales y jóvenes, quiénes son "capaces de recibir un golpe" por sus creencias. Los miembros usan pseudónimos para quedar anónimos. Medios de comunicación outlets ha informado que AR ha organizado campamentos de radicalización en bosques remotos.
En febrero de 2018, AR formó la rama de mujeres, Antipodean Resistance Women's Alliance (ARWA).
AR Instaló una cuenta de Twitter en febrero de 2017 la cual estuvo cerrada el 18 de diciembre de 2017 ya que Twitter aplicó unas medidas severas contra sitios de odio. Consciente de la probabilidad de la prohibición, una cuenta estuvo instalada en noviembre de 2017 en Gab, una plataforma  similar a Twitter generalmente utilizada por grupos alt-right.